# Thesium orientale
Thesium orientale är en sandelträdsväxtart som beskrevs av Arthur William Hill. Thesium orientale ingår i släktet spindelörter, och familjen sandelträdsväxter. Inga underarter finns listade i Catalogue of Life.